# Вики Шоу
Viki Show («Вики Шоу») — российский видеоблог, где главным действующим лицом является Викто́рия Евгеньевна Соловьёва (род. 11 октября 2010, Чебоксары) — видеоблогер, певица и модель, одна из самых популярных детей-блогеров русскоязычного сегмента видеохостинга YouTube.

## Главный персонаж
Главным действующим лицом видеоблога является Виктория Соловьёва, которая родилась 11 октября 2010 года. Живёт и учится в Чебоксарах, Россия. Канал Viki Show на YouTube был зарегистрирован матерью Виктории — Розой Соловьёвой в феврале 2016 года, когда Виктории было 5 лет.
В 2017 году Виктория и её мама Роза Соловьёва были наставницами на телеконкурсе «Школа видеоблогеров» на детском телеканале «Карусель».
В 2018 году Виктория Соловьёва начала карьеру исполнительницы песен: 15 мая выложила свой первый видеоклип «Просто». Песня была написана под патронажем музыкального лейбла DNK Music (Москва). 24 июля выложила второй видеоклип «Лето».
Вошла в двадцатку самых быстрорастущих видеоблогеров первого полугодия 2018 года (6-е место).
16 ноября 2018 года выложила третий видеоклип «Ты и я». Клип быстро вышел в тренды и за несколько дней набрал 3,3 миллиона просмотров. На тот момент (22 ноября) у клипов «Просто» и «Лето» было 25 и 29 млн просмотров соответственно, у канала Viki Show на «Ютубе» 3,7 млн подписчиков, у аккаунта Вики в «Инстаграме» 1 млн подписчиков.
По итогам 2018 года клип «Просто» стал 4-м самым просматриваемым на Украине видеороликом на «Ютубе», а также 4-м самым просматриваемым в Белоруссии.
1 февраля 2019 года был выложен 4-й видеоклип «КосмоЛайк Смешарики».
В том же феврале 2019 года Соловьёва была номинирована на премию в номинации «Любимый новый блогер российских зрителей».
С 1 июня 2019 года был выложен 5-й клип «Хэй Лейдис». С 26 октября 2019 года выложен новый 6-й клип «За мечтой»
В 2020 году 20 февраля у Виктории Соловьёвой появилась сестра Амелия. В 2020 году Виктория выложила новый клип «Игра» и музыкальный альбом «Стала старше».
20 августа 2021 года был опубликован музыкальный видеоклип на композицию Виктории «Раз-два-три-четыре». 21 сентября 2023 года был снят клип на песню «Девочка, не плачь!». В октябре 2023 года проект получил две награды на "Первой Музыкальной Премии "Супер Лайк Шоу" в двух номинациях: "Звездная Семья" и "Любимка Года".
2 августа 2024 года был опубликован новый музыкальный видеоклип под названием «Улыбнись»
С 2023 года является участником музыкально-развлекательного фестиваля VK Fest. На данном фестивале исполняет собственные песни и организует встречи с подписчиками. Прибывает на фестиваль в сопровождении отца
В октябре 2024 года Виктория выступила на «Первой Музыкальной премии» телеканала СТС KIDS «Супер Лайк Шоу», победив в двух номинациях премии: «Песня Года» и «Коллаб Года»
8 октября 2024 года была опубликована песня "Гармония".    Данную песню Виктория исполнила совместно с блогером и телеведущим Владимиром Левченко 
12 декабря 2024 года была опубликована новогодняя песня "Снежная"
3 января 2025 года был опубликован видеоклип к новогодней песне "Снежная"

## Тематика канала
Темы видеороликов самые разнообразные: смешные сценки из жизни, игры, челленджи, пранки, распаковка игрушек, путешествия.

## Менеджмент канала и доход
Видеоблог на «Ютубе» является семейным проектом, который изначально был создан родителями Виктории Соловьёвой — Розой и Евгением Соловьёвыми. Основным оператором видеороликов является отец Виктории.
Над […] имиджем и проектами [Вики] работает ее мама Роза. Сначала девочка завела развлекательный аккаунт в YouTube, куда публиковала видеоблоги о пранках, челленджах (поедание необычной еды и напитков, макияж) и путешествиях, …«Клип Viki Show „Ты и я“ попал в тренды: кто она и почему популярна» — UAportal, 21 ноября 2018 года